# Nature's Valley
Nature's Valley este un oraș din provincia Wes-Kaap, Africa de Sud.